# Moulainville
Moulainville est une commune française située dans le département de la Meuse, en région Grand Est.

## Géographie

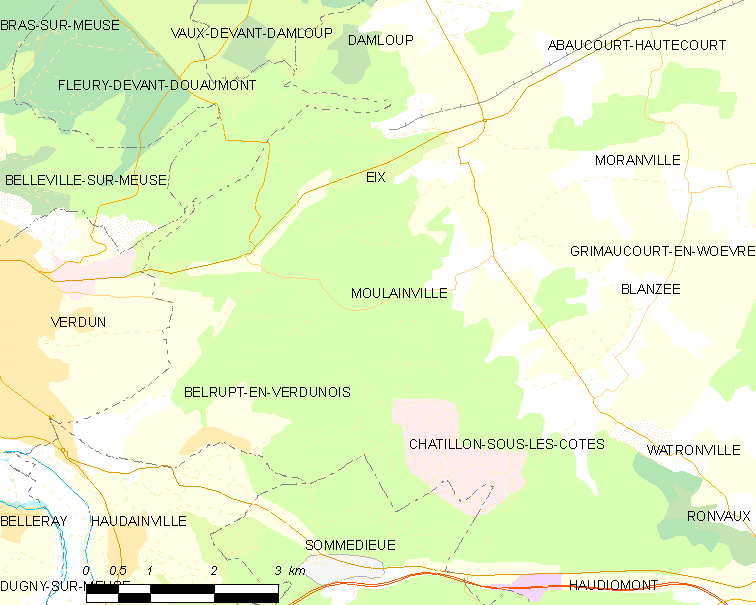
Carte de la commune.
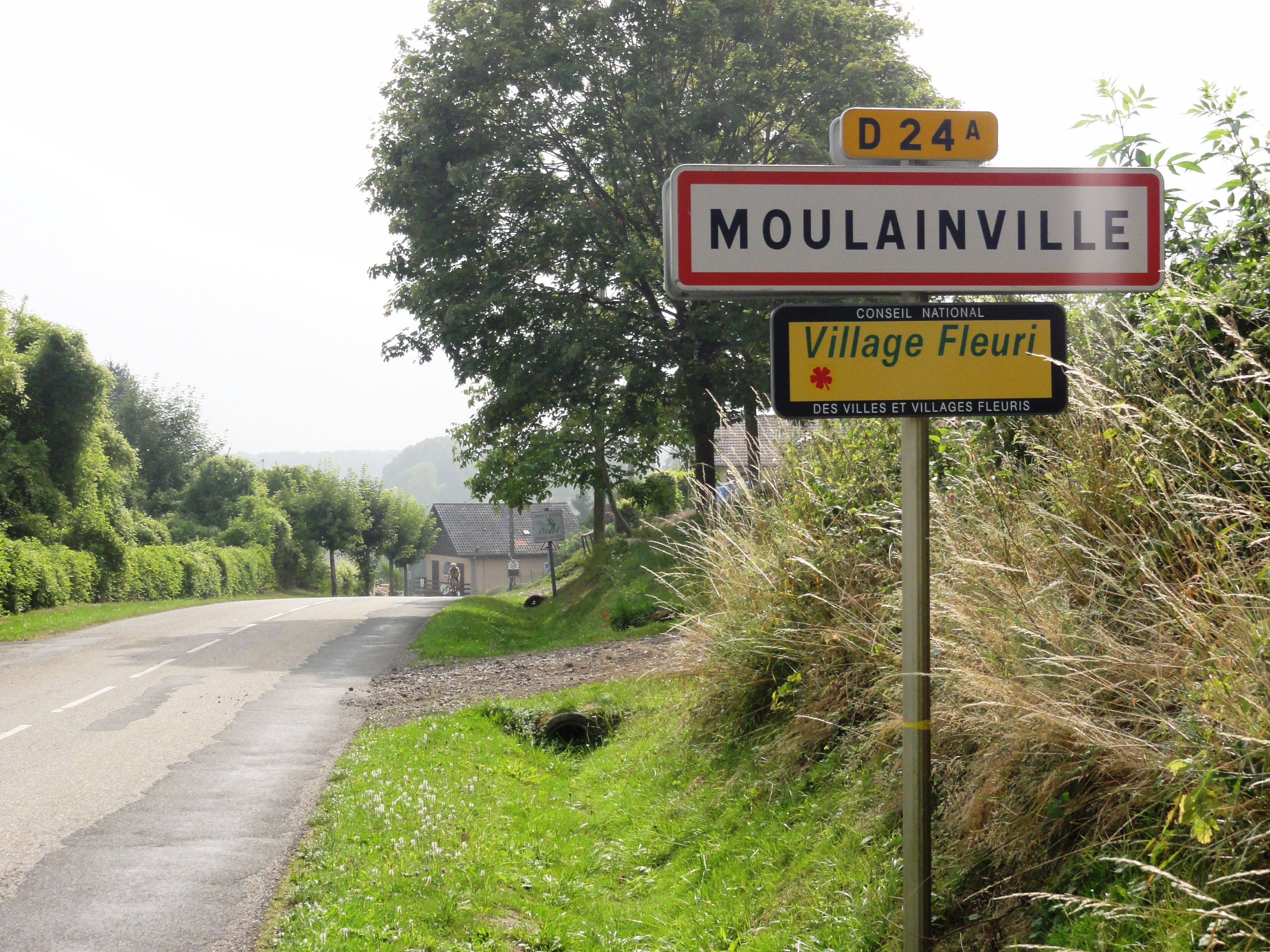
Entrée de Moulainville.
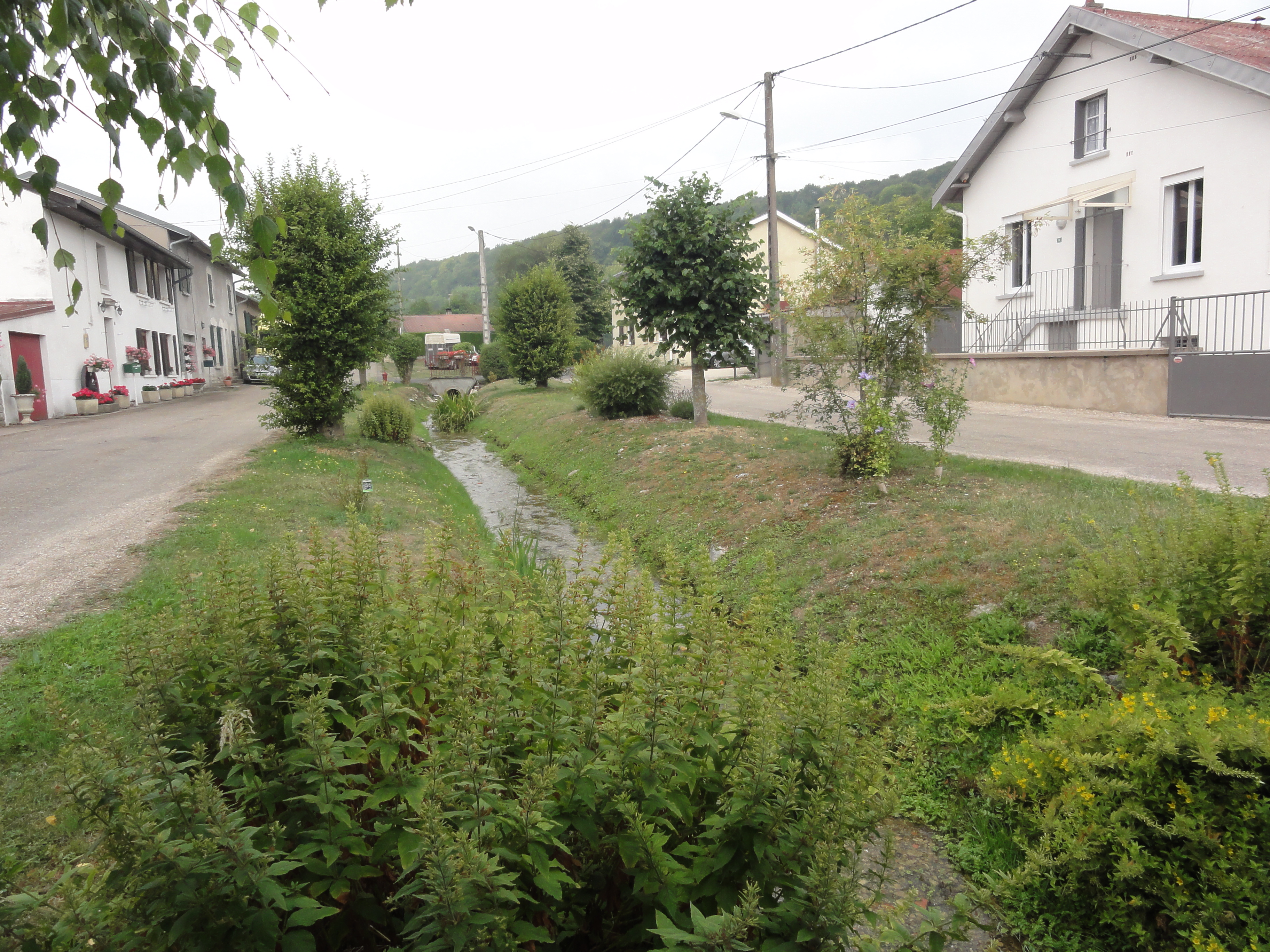
La rue Base (ouest).

| Damloup              | Eix                      | Eix                      |
| Damloup              | Moulainville             | Eix                      |
| Belrupt-en-Verdunois | Châtillon-sous-les-Côtes | Châtillon-sous-les-Côtes |

### Hydrographie

#### Réseau hydrographique
La commune est traversée par la ligne de partage des eaux entre les bassins versants du Rhin et de la Meuse au sein du bassin Rhin-Meuse. Elle est drainée par le ruisseau de Moulainville et le ruisseau du Mauvais Lieu,.

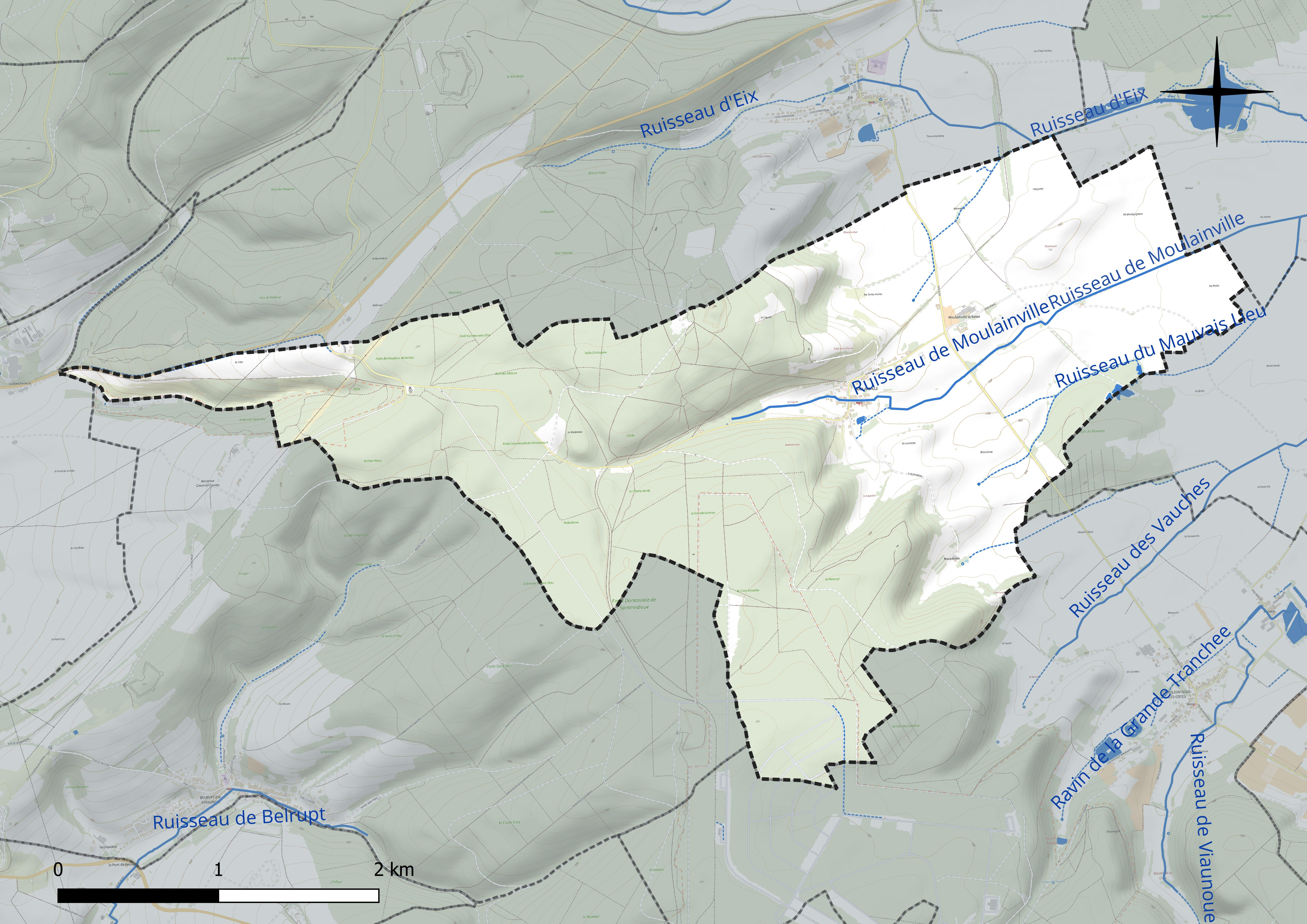
Réseau hydrographique de Moulainville.

#### Gestion et qualité des eaux
Le territoire communal est couvert par le schéma d'aménagement et de gestion des eaux (SAGE) « Bassin ferrifère ». Ce document de planification concerne le périmètre des anciennes galeries des mines de fer, des aquifères et des bassins versants hydrographiques associés qui s’étend sur 2 418 km2. Les bassins versants concernés sont celui de la Chiers en amont de la confluence avec l'Othain, et ses affluents (la Crusnes, la Pienne, l'Othain), celui de l'Orne et ses affluents et celui de la Fensch, le Veymerange, la Kiesel et les parties françaises du bassin versant de l'Alzette et de ses affluents (Kaylbach, ruisseau de Volmerange). Il a été approuvé le 27 mars 2015. La structure porteuse de l'élaboration et de la mise en œuvre est la région Grand Est. 
La qualité des cours d’eau peut être consultée sur un site dédié géré par les agences de l’eau et l’Agence française pour la biodiversité. 

### Climat
Pour des articles plus généraux, voir Climat du Grand Est et Climat de la Meuse.
En 2010, le climat de la commune est de type climat de montagne, selon une étude du Centre national de la recherche scientifique s'appuyant sur une série de données couvrant la période 1971-2000. En 2020, Météo-France publie une typologie des climats de la France métropolitaine dans laquelle la commune est exposée à un climat océanique altéré et est dans la région climatique  Lorraine, plateau de Langres, Morvan, caractérisée par un hiver rude (1,5 °C), des vents modérés et des brouillards fréquents en automne et hiver. 
Pour la période 1971-2000, la température annuelle moyenne est de 9,5 °C, avec une amplitude thermique annuelle de 16 °C. Le cumul annuel moyen de précipitations est de 933 mm, avec 13,6 jours de précipitations en janvier et 9,7 jours en juillet. Pour la période 1991-2020, la température moyenne annuelle observée sur la station météorologique de Météo-France la plus proche, « Bonzée_sapc », sur la commune de Bonzée à 10 km à vol d'oiseau, est de 10,6 °C et le cumul annuel moyen de précipitations est de 783,7 mm. 
La température maximale relevée sur cette station est de 40,6 °C, atteinte le 24 juillet 2019 ; la température minimale est de −17,3 °C, atteinte le 7 février 2012,,. 
Les paramètres climatiques de la commune ont été estimés pour le milieu du siècle (2041-2070) selon différents scénarios d'émission de gaz à effet de serre à partir des nouvelles projections climatiques de référence DRIAS-2020. Ils sont consultables sur un site dédié publié par Météo-France en novembre 2022.

## Urbanisme

### Typologie
Au 1er janvier 2024, Moulainville est catégorisée commune rurale à habitat dispersé, selon la nouvelle grille communale de densité à sept niveaux définie par l'Insee en 2022.
Elle est située hors unité urbaine. Par ailleurs la commune fait partie de l'aire d'attraction de Verdun, dont elle est une commune de la couronne,. Cette aire, qui regroupe 103 communes, est catégorisée dans les aires de moins de 50 000 habitants,.

### Occupation des sols
L'occupation des sols de la commune, telle qu'elle ressort de la base de données européenne d’occupation biophysique des sols Corine Land Cover (CLC), est marquée par l'importance des forêts et milieux semi-naturels (54,8 % en 2018), en diminution par rapport à 1990 (56,1 %). La répartition détaillée en 2018 est la suivante : 
forêts (54,8 %), terres arables (31,1 %), prairies (8,4 %), zones industrielles ou commerciales et réseaux de communication (2,8 %), zones agricoles hétérogènes (2,8 %). L'évolution de l’occupation des sols de la commune et de ses infrastructures peut être observée sur les différentes représentations cartographiques du territoire : la carte de Cassini (XVIIIe siècle), la carte d'état-major (1820-1866) et les cartes ou photos aériennes de l'IGN pour la période actuelle (1950 à aujourd'hui).

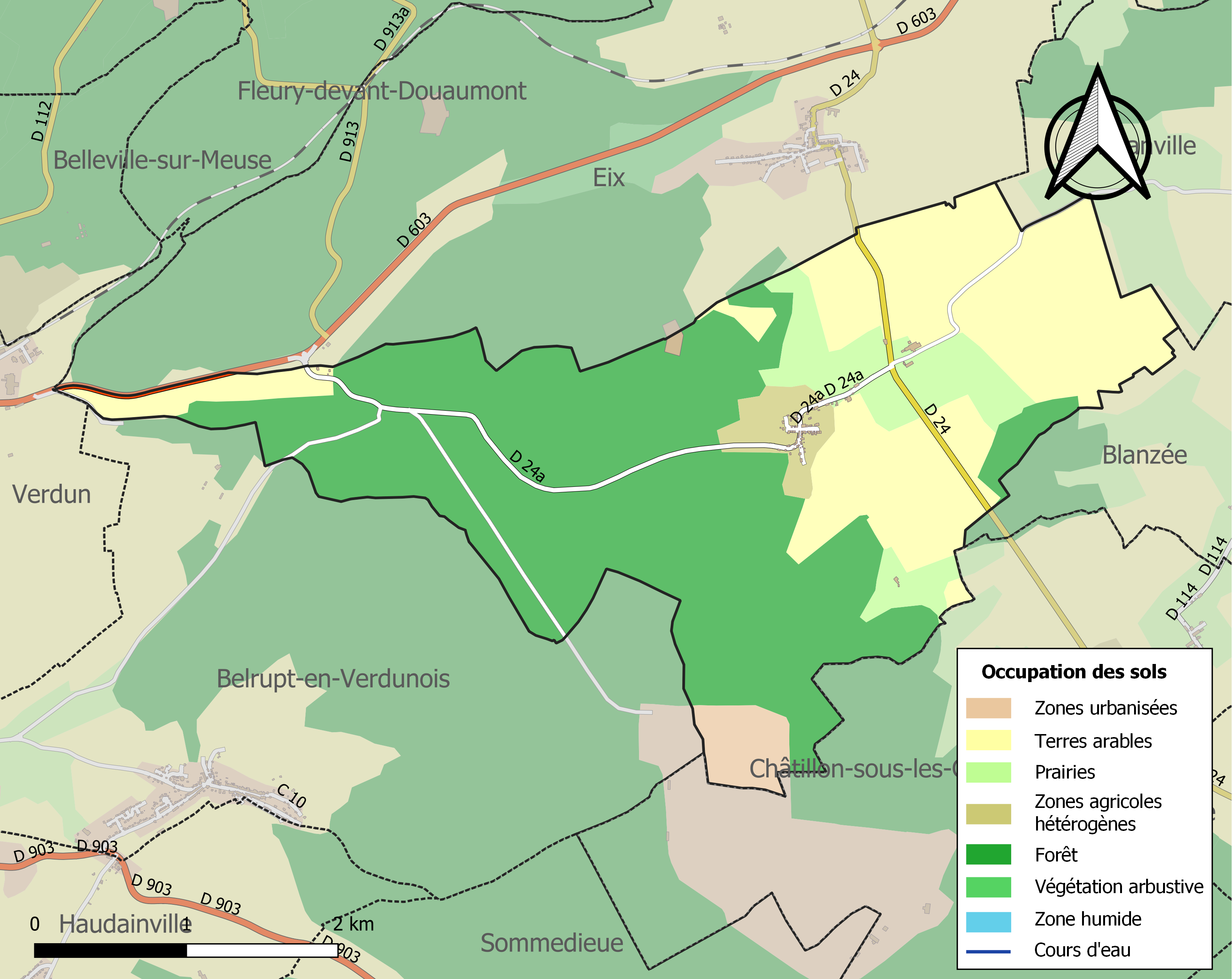
Carte des infrastructures et de l'occupation des sols de la commune en 2018 (CLC).

## Toponymie
Le nom de la localité est attesté sous les formes Molainvilla (1024) ; Ecclesia Molenivillæ, Molenvilla (1047) ; Molanivilla (1100) ; Molani-villa (1165) ; Molainville (1243) ; Moulainville (1271) ; Monlainville (1289) ; Moulainville-la-Hault (1515) ; Molanville (1559) ; Molenville (1549) ; Molainville-la-Haute (1591) ; Moulainvilla-Alta (1642) ; Moulainville-la-Haute ( 	1801).

## Histoire
A cheval sur la commune de Eix, village voisin a été construit à partir 1883 le Fort de Moulainville.
Ce fort eu un usage déterminant lors de la Première Guerre Mondiale et qui validera le concept de la fortification d’arrêt. En effet, ce fort fut le plus violemment bombardé par des mortiers allemands (surnommés "Grosse Bertha") qui tiraient des projectiles de 42 cm de diamètre et de 1200kg. Les tirs des tourelles de  ce fort étaient très pénalisant pour les Allemands, notamment au moment de la prise du fort Vaux et dans la continuité des attaques allemandes partant du fort de Vaux en direction de l'ouvrage de la Laufée. Malgré l'acharnement que les Allemands mirent à le détruire, il continuera, au prix de dégâts spectaculaires à assurer son service et le fonctionnement de ses tourelles.
Actuellement, le fort est toujours en terrain militaire (accès interdit), et en partenariat avec le conservatoire des sites Lorrains, il sert de gite à Chiroptères.

## Politique et administration
| Période                                  | Période                   | Identité                                         | Étiquette | Qualité |
| ---------------------------------------- | ------------------------- | ------------------------------------------------ | --------- | ------- |
| Les données manquantes sont à compléter. |                           |                                                  |           |         |
| mars 2001                                | En cours (au 26 mai 2020) | Bernadette Dobin Réélue pour le mandat 2020-2026 |           |         |

## Population et société

### Démographie
L'évolution du nombre d'habitants est connue à travers les recensements de la population effectués dans la commune depuis 1793. Pour les communes de moins de 10 000 habitants, une enquête de recensement portant sur toute la population est réalisée tous les cinq ans, les populations de référence des années intermédiaires étant quant à elles estimées par interpolation ou extrapolation. Pour la commune, le premier recensement exhaustif entrant dans le cadre du nouveau dispositif a été réalisé en 2005.

En 2022, la commune comptait 138 habitants, en évolution de +12,2 % par rapport à 2016 (Meuse : −4,4 %, France hors Mayotte : +2,11 %).
| 1793 | 1800 | 1806 | 1821 | 1831 | 1836 | 1841 | 1846 | 1851 |
| ---- | ---- | ---- | ---- | ---- | ---- | ---- | ---- | ---- |
| 304  | 306  | 385  | 423  | 519  | 533  | 521  | 529  | 578  |

| 1856 | 1861 | 1866 | 1872 | 1876 | 1881 | 1886 | 1891 | 1896 |
| ---- | ---- | ---- | ---- | ---- | ---- | ---- | ---- | ---- |
| 538  | 503  | 459  | 470  | 466  | 388  | 481  | 388  | 535  |

| 1901 | 1906 | 1911 | 1921 | 1926 | 1931 | 1936 | 1946 | 1954 |
| ---- | ---- | ---- | ---- | ---- | ---- | ---- | ---- | ---- |
| 513  | 559  | 421  | 132  | 171  | 113  | 112  | 121  | 137  |

| 1962 | 1968 | 1975 | 1982 | 1990 | 1999 | 2005 | 2006 | 2010 |
| ---- | ---- | ---- | ---- | ---- | ---- | ---- | ---- | ---- |
| 141  | 111  | 90   | 117  | 110  | 103  | 114  | 112  | 147  |

| 2015 | 2020 | 2022 | - | - | - | - | - | - |
| ---- | ---- | ---- | - | - | - | - | - | - |
| 123  | 128  | 138  | - | - | - | - | - | - |

## Culture locale et patrimoine

### Lieux et monuments
- L'église Saint-Pierre-ès-Liens, origine XIe siècle, reconstruite en 1750, rebâtie après 1925.
- Monument aux morts.
- Ancienne gare.

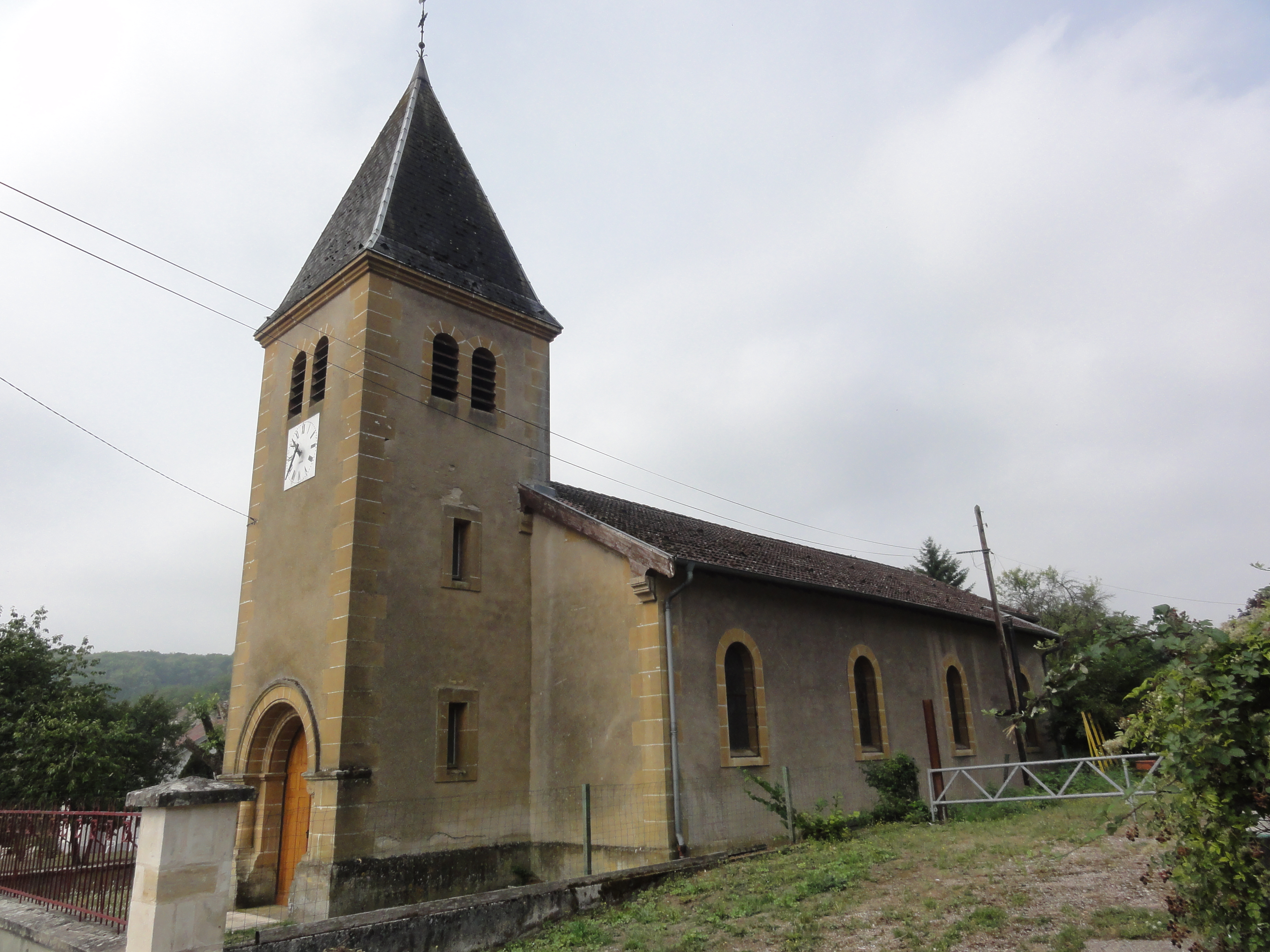
Église Saint-Pierre-ès-Liens.
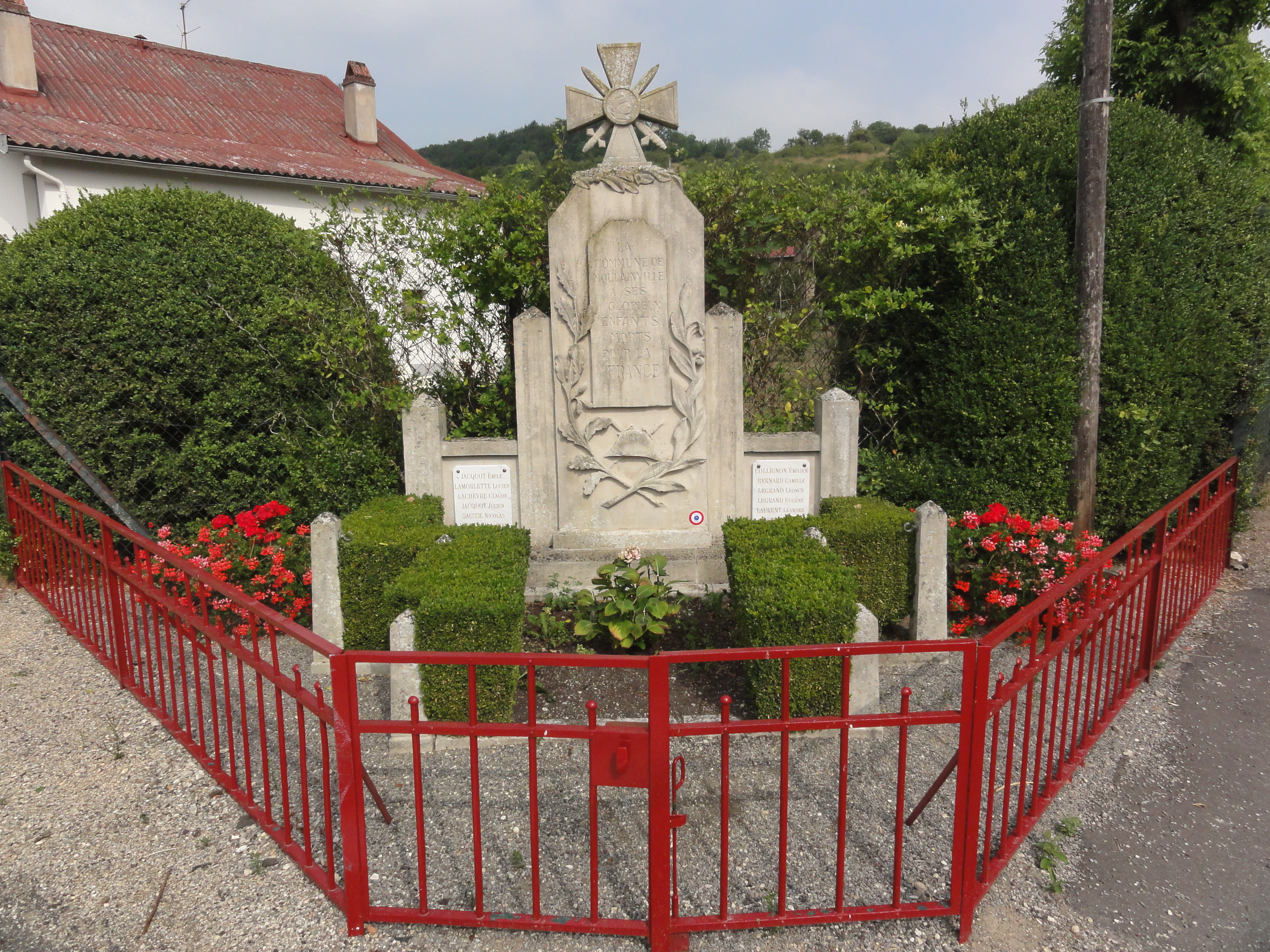
Monument aux morts.
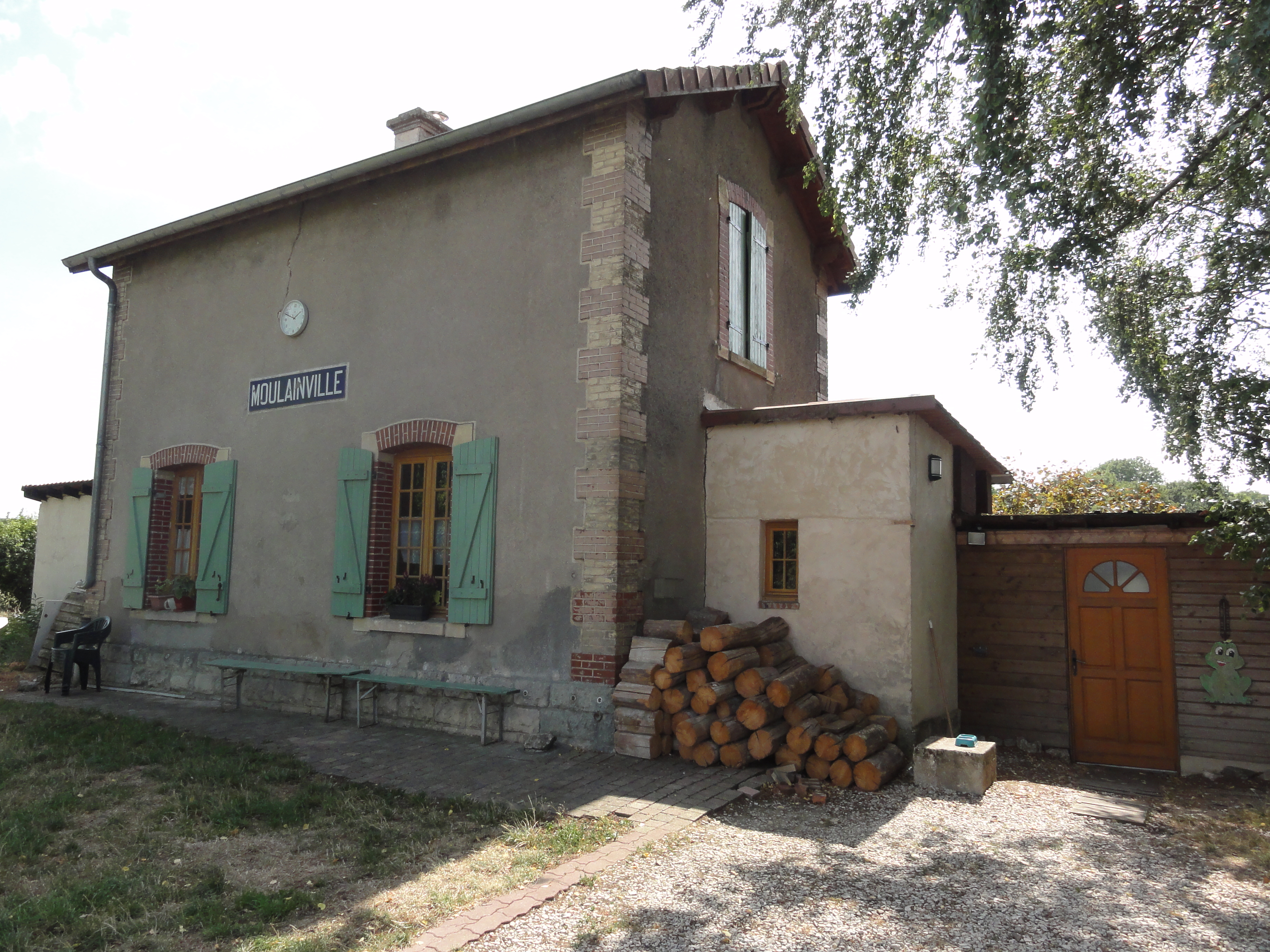
L'ancienne gare.

### Héraldique, logotype et devise
| Blason de Moulainville | Blason  | D'azur à l'enceinte pentagonale fortifiée type Séré de Rivière surmontant deux clous d'argent posés en chevron renversé ; au chef parti : au I) d'argent à trois fusées accolées de gueules touchant les bords de la partition, au II) d'or à une croix ancrée de gueules également. |
| Blason de Moulainville | Détails | Note: Blason dessiné ici strictement conforme au blasonnement de la déliberation du Conseil Municipal, en conflit avec son dessin joint, où le fort est d'or et n'est pas pentagonal. Auteur R.A. Louis. Adopté le 10 avril 2024.                                                    |